# Wahlkreis Frankfurt am Main II
Der Wahlkreis Frankfurt am Main II (Wahlkreis 35) ist einer von sechs Landtagswahlkreisen im Stadtgebiet der kreisfreien Stadt Frankfurt am Main in Hessen. Er umfasst die nordwestlichen Ortsteile Bockenheim, Hausen, Heddernheim, Niederursel, Praunheim und Rödelheim.
Wahlberechtigt waren bei der letzten Landtagswahl 65.195 der rund 104.000 Einwohner des Wahlkreises.
Der Wahlkreis wurde durch ein Gesetz gegenüber der Landtagswahl 2013 angepasst.

## Wahl 2023
| Landtagswahl in Hessen 2023 – WK Frankfurt am Main IIZweitstimmen %3020100 26,9 %24,8 %16,0 %9,9 %7,8 %5,6 %2,6 %1,9 %1,2 %1,0 %2,3 % CDUGrüneSPDAfDLinkeFDPVoltFWTierschutzPARTEISonst.Gewinne und Verlusteim Vergleich zu 2018 %p 8 6 4 2 0 −2 −4 −6+6,4 %p−1,2 %p−3,5 %p+1,3 %p−4,7 %p−1,7 %p+2,6 %p+0,1 %p+0,3 %p± 0,0 %p+0,3 %pCDUGrüneSPDAfDLinkeFDPVoltFWTierschutzPARTEISonst. |

| Gegenstand der Nachweisung  | Gegenstand der Nachweisung | Erst- stimmen | Erst- stimmen | Zweit- stimmen | Zweit- stimmen |
| Bewerber                    | Partei                     | Anzahl        | %             | Anzahl         | %              |
| --------------------------- | -------------------------- | ------------- | ------------- | -------------- | -------------- |
| Wahlberechtigte             | Wahlberechtigte            | 65.499        | 65.499        | 65.499         | 65.499         |
| Wähler                      | Wähler                     | 39.158        | 39.158        | 39.158         | 59,8           |
| Ungültige Stimmen           | Ungültige Stimmen          | 518           | 1,3           | 419            | 1,1            |
| Gültige Stimmen             | Gültige Stimmen            | 38.640        | 98,7          | 38,739         | 98,9           |
| davon                       |                            |               |               |                |                |
| Tanja Jost                  | CDU                        | 10.479        | 27,1          | 10.403         | 26,9           |
| Miriam Dahlke               | GRÜNE                      | 9.979         | 25,8          | 9.626          | 24,8           |
| Jan Pasternack              | SPD                        | 7.170         | 18,6          | 6.190          | 16,0           |
| Anna Nguyen                 | AfD                        | 3.739         | 9,7           | 3.852          | 9,9            |
| Sebastian Papke             | FDP                        | 1.926         | 5,0           | 2.157          | 5,6            |
| Magdalena Depta-Wollenhaupt | Die Linke                  | 2.667         | 6,9           | 3.023          | 7,8            |
| Dorian Dörge                | Freie Wähler               | 895           | 2,3           | 732            | 1,9            |
|                             | Tierschutzpartei           |               |               | 453            | 1,2            |
| Claudia Dettenrieder        | Die PARTEI                 | 636           | 1,6           | 403            | 1,0            |
|                             | Piraten                    |               |               | 120            | 0,3            |
|                             | ÖDP                        | 72            | 0,2           |                |                |
|                             | P. f. schulm. Verjf.       | 23            | 0,1           |                |                |
|                             | V-Partei³                  | 140           | 0,4           |                |                |
|                             | PdH                        | 76            | 0,2           |                |                |
|                             | ABG                        | 40            | 0,1           |                |                |
|                             | APPD                       | 29            | 0,1           |                |                |
|                             | Basis                      | 198           | 0,5           |                |                |
| Maurizio Caffo              | DKP                        | 79            | 0,2           | 60             | 0,2            |
|                             | DIE NEUE MITTE             |               |               | 11             | 0,0            |
| Christian Pfaff             | Volt                       | 934           | 2,4           | 993            | 2,6            |
| Jochen Freyberg             | Klimaliste                 | 136           | 0,4           | 138            | 0,4            |

## Wahl 2018
| Gegenstand der Nachweisung | Gegenstand der Nachweisung | Wahlkreis- stimmen | Wahlkreis- stimmen | Landes- stimmen | Landes- stimmen |
| Kreiswahlbewerber          | Partei                     | Anzahl             | %                  | Anzahl          | %               |
| -------------------------- | -------------------------- | ------------------ | ------------------ | --------------- | --------------- |
| Wahlberechtigte            | Wahlberechtigte            | 65.195             | 100,0              | 65.195          | 100,0           |
| Wähler                     | Wähler                     | 41.809             | 64,1               | 41.809          | 64,1            |
| Ungültige Stimmen          | Ungültige Stimmen          | 767                | 1,8                | 642             | 1,5             |
| Gültige Stimmen            | Gültige Stimmen            | 41.042             | 100,0              | 41.167          | 100,0           |
| davon                      |                            |                    |                    |                 |                 |
| Veljko Vuksanovic          | CDU                        | 8.786              | 21,3               | 8.427           | 20,5            |
| Gernot Grumbach            | SPD                        | 8.752              | 21,3               | 8.048           | 19,5            |
| Miriam Dahlke              | GRÜNE                      | 10.088             | 24,5               | 10.683          | 26,0            |
| Janine Wißler              | LINKE                      | 5.823              | 14,1               | 5.131           | 12,5            |
| Sebastian Papke            | FDP                        | 2.940              | 7,1                | 3.013           | 7,3             |
| Olaf Schwaier              | AfD                        | 3.344              | 8,1                | 3.556           | 8,6             |
| –                          | PIRATEN                    | –                  | –                  | 188             | 0,5             |
| Karlheinz Grabmann         | FREIE WÄHLER               | 846                | 2,1                | 722             | 1,8             |
| –                          | NPD                        | –                  | –                  | 50              | 0,1             |
| Nico Wehnemann             | Die Partei                 | 624                | 1,5                | 392             | 1,0             |
| –                          | ödp                        | –                  | –                  | 106             | 0,3             |
| –                          | Die Grauen                 | –                  | –                  | 104             | 0,3             |
| –                          | BüSo                       | –                  | –                  | 5               | 0,0             |
| –                          | AD-Demokraten              | –                  | –                  | 40              | 0,1             |
| –                          | Bündnis C                  | –                  | –                  | 33              | 0,1             |
| –                          | BGE                        | –                  | –                  | 52              | 0,1             |
| –                          | Die Violetten              | –                  | –                  | 25              | 0,1             |
| –                          | LKR                        | –                  | –                  | 7               | 0,0             |
| –                          | Menschliche Welt           | –                  | –                  | 32              | 0,1             |
| –                          | Die Humanisten             | –                  | –                  | 64              | 0,2             |
| –                          | Gesundheitsforschung       | –                  | –                  | 38              | 0,1             |
| –                          | Tierschutzpartei           | –                  | –                  | 382             | 0,9             |
| –                          | V-Partei³                  | –                  | –                  | 69              | 0,2             |

Neben der erstmals direkt gewählten Wahlkreisabgeordneten Miriam Dahlke (GRÜNE) sind der SPD-Kandidatin Gernot Grumbach und die Linken-Kandidatin Janine Wißler über die Landeslisten ihrer jeweiligen Partei in den Landtag eingezogen.

## Wahl 2013
| Gegenstand der Nachweisung | Gegenstand der Nachweisung | Wahlkreis- stimmen | Wahlkreis- stimmen | Landes- stimmen | Landes- stimmen |
| Kreiswahlbewerber/in       | Partei                     | Anzahl             | %                  | Anzahl          | %               |
| -------------------------- | -------------------------- | ------------------ | ------------------ | --------------- | --------------- |
| Wahlberechtigte            | Wahlberechtigte            | 65.211             | 100,0              | 65.211          | 100,0           |
| Wähler                     | Wähler                     | 45.750             | 70,2               | 45.750          | 70,2            |
| Ungültige Stimmen          | Ungültige Stimmen          | 1.134              | 2,5                | 961             | 2,1             |
| Gültige Stimmen            | Gültige Stimmen            | 44.616             | 100,0              | 44.789          | 100,0           |
| davon                      |                            |                    |                    |                 |                 |
| Ulrich Caspar              | CDU                        | 15.582             | 34,9               | 13.642          | 30,5            |
| Gernot Grumbach            | SPD                        | 15.487             | 34,7               | 13.131          | 29,3            |
| Rolf Würz                  | FDP                        | 1.190              | 2,7                | 2.470           | 5,5             |
| Josué Manuel Quintana Diaz | GRÜNE                      | 5.923              | 13,3               | 7.609           | 17,0            |
| Janine Wißler              | LINKE                      | 4.005              | 9,0                | 4.009           | 9,0             |
| Christoph Nachtigal        | Freie Wähler               | 736                | 1,6                | 390             | 0,9             |
| –                          | NPD                        | x                  | x                  | 249             | 0,6             |
| Rosemarie Lämmer           | REP                        | 440                | 1,0                | 205             | 0,5             |
| Sebastian Greiner          | PIRATEN                    | 1.143              | 2,6                | 1.005           | 2,2             |
| –                          | BüSo                       | x                  | x                  | 17              | 0,0             |
| –                          | ADd                        | x                  | x                  | 42              | 0,1             |
| Ulrike Peschelt-Elflein    | Die Grauen                 | 110                | 0,2                | 81              | 0,2             |
| –                          | AfD                        | x                  | x                  | 1.484           | 3,3             |
| –                          | AVIP                       | x                  | x                  | 36              | 0,1             |
| –                          | LUPe                       | x                  | x                  | 23              | 0,1             |
| –                          | ödp                        | x                  | x                  | 76              | 0,2             |
| –                          | Die PARTEI                 | x                  | x                  | 299             | 0,7             |
| –                          | PSG                        | x                  | x                  | 21              | 0,0             |

Neben Ulrich Caspar als Gewinner des Direktmandats sind aus dem Wahlkreis noch Gernot Grumbach und Janine Wißler über die jeweilige Landesliste in den Landtag eingezogen. Mit 95 Stimmen Vorsprung erzielte Ulrich Caspar die knappste Wahlkreisentscheidung der Wahl.

## Wahl 2009
Wahlkreisergebnis der Landtagswahl in Hessen 2009:
| Gegenstand der Nachweisung | Gegenstand der Nachweisung | Wahlkreis- stimmen | Wahlkreis- stimmen | Landes- stimmen | Landes- stimmen |
| Bewerber                   | Partei                     | Anzahl             | %                  | Anzahl          | %               |
| -------------------------- | -------------------------- | ------------------ | ------------------ | --------------- | --------------- |
| Wahlberechtigte            | Wahlberechtigte            | 62.785             | 100,0              | 62.785          | 100,0           |
| Wähler                     | Wähler                     | 37.469             | 59,7               | 37.469          | 59,7            |
| Ungültige Stimmen          | Ungültige Stimmen          | 1.039              | 2,8                | 851             | 2,3             |
| Gültige Stimmen            | Gültige Stimmen            | 36.430             | 100,0              | 36.618          | 100,0           |
| davon                      |                            |                    |                    |                 |                 |
| Ulrich Caspar              | CDU                        | 13.130             | 36,0               | 11.194          | 30,6            |
| Gernot Grumbach            | SPD                        | 10.850             | 28,9               | 7.760           | 21,2            |
| Rolf Würz                  | FDP                        | 3.812              | 10,5               | 5.668           | 15,5            |
| Manuel Stock               | GRÜNE                      | 5.250              | 14,4               | 7.339           | 20,0            |
| Peter Gärtner              | LINKE                      | 2.811              | 07,7               | 3.380           | 09,2            |
| Rosemarie Lämmer           | REP                        | 293                | 00,8               | 239             | 00,7            |
| –                          | FW                         | –                  | –                  | 503             | 01,4            |
| Edna Windecker             | NPD                        | 284                | 00,8               | 250             | 00,7            |
| –                          | PIRATEN                    | –                  | –                  | 242             | 00,7            |
| –                          | BüSo                       | –                  | –                  | 43              | 00,1            |

Neben Ulrich Caspar als Gewinner des Direktmandats ist aus dem Wahlkreis noch Gernot Grumbach über die Landesliste in den Landtag eingezogen.

## Wahl 2008
| Gegenstand der Nachweisung | Gegenstand der Nachweisung | Wahlkreis- stimmen | Wahlkreis- stimmen | Landes- stimmen | Landes- stimmen |
| Bewerber                   | Partei                     | Anzahl             | %                  | Anzahl          | %               |
| -------------------------- | -------------------------- | ------------------ | ------------------ | --------------- | --------------- |
| Wahlberechtigte            | Wahlberechtigte            | 62.084             | 100,0              | 62.084          | 100,0           |
| Wähler                     | Wähler                     | 39.365             | 63,4               | 39.365          | 63,4            |
| Ungültige Stimmen          | Ungültige Stimmen          | 842                | 2,1                | 706             | 1,6             |
| Gültige Stimmen            | Gültige Stimmen            | 38.523             | 100,0              | 38.659          | 100,0           |
| davon                      |                            |                    |                    |                 |                 |
| Ulrich Caspar              | CDU                        | 12.959             | 33,6               | 11.965          | 31,0            |
| Gernot Grumbach            | SPD                        | 14.702             | 38,2               | 14.041          | 36,3            |
| Manuel Stock               | GRÜNE                      | 4.052              | 10,5               | 4.161           | 10,8            |
| Rolf Würz                  | FDP                        | 2.559              | 06,6               | 3.714           | 09,6            |
| Rosemarie Lämmer           | REP                        | 526                | 01,4               | 387             | 01,0            |
| Friederike Prüll           | Tierschutzpartei           | 491                | 01,3               | 290             | 00,7            |
| –                          | BüSo                       | –                  | –                  | 15              | 0,0             |
| –                          | PSG                        | –                  | –                  | 22              | 0,1             |
| –                          | Volksabstimmung            | –                  | –                  | 41              | 00,1            |
| –                          | GRAUE                      | –                  | –                  | 98              | 00,3            |
| Peter Gärtner              | LINKE                      | 2.509              | 06,5               | 3.073           | 07,9            |
| –                          | Die Violetten              | –                  | –                  | 30              | 00,1            |
| –                          | FAMILIE                    | –                  | –                  | 54              | 00,1            |
| Heidrun Christensen        | FW                         | 432                | 01,1               | 313             | 00,8            |
| Edna Windecker             | NPD                        | 293                | 00,8               | 309             | 00,8            |
| –                          | PIRATEN                    | –                  | –                  | 132             | 00,3            |
| –                          | UB                         | –                  | –                  | 14              | 00,0            |

## Wahl 2003
| Gegenstand der Nachweisung | Gegenstand der Nachweisung | Wahlkreis- stimmen | Wahlkreis- stimmen | Landes- stimmen | Landes- stimmen |
| Bewerber                   | Partei                     | Anzahl             | %                  | Anzahl          | %               |
| -------------------------- | -------------------------- | ------------------ | ------------------ | --------------- | --------------- |
| Wahlberechtigte            | Wahlberechtigte            | 60.996             | 100,0              | 60.996          | 100,0           |
| Wähler                     | Wähler                     | 37.284             | 61,1               | 37.284          | 61,1            |
| Ungültige Stimmen          | Ungültige Stimmen          | 1.004              | 2,7                | 659             | 1,8             |
| Gültige Stimmen            | Gültige Stimmen            | 36.280             | 100,0              | 36.625          | 100,0           |
| davon                      |                            |                    |                    |                 |                 |
| Ulrich Caspar              | CDU                        | 16.087             | 44,3               | 14.678          | 40,1            |
| Gernot Grumbach            | SPD                        | 12.065             | 33,3               | 10.695          | 29,2            |
| ?                          | GRÜNE                      | 5.626              | 15,5               | 6.413           | 17,5            |
| ?                          | FDP                        | 1.935              | 5,3                | 3.102           | 8,5             |
| –                          | REP                        | –                  | –                  | 463             | 1,3             |
| –                          | Tierschutzpartei           | –                  | –                  | 321             | 0,9             |
| ?                          | DIE FRAUEN                 | 567                | 1,6                | 156             | 0,4             |
| –                          | PBC                        | –                  | –                  | 43              | 0,1             |
| –                          | DKP                        | –                  | –                  | 158             | 0,4             |
| –                          | ödp                        | –                  | –                  | 50              | 0,1             |
| –                          | BüSo                       | –                  | –                  | 29              | 0,1             |
| –                          | FAG Hessen                 | –                  | –                  | 314             | 0,9             |
| –                          | PSG                        | –                  | –                  | 30              | 0,1             |
| –                          | Schill                     | –                  | –                  | 173             | 0,5             |

## Wahl 1999
| Gegenstand der Nachweisung | Gegenstand der Nachweisung | Wahlkreis- stimmen | Wahlkreis- stimmen | Landes- stimmen | Landes- stimmen |
| Bewerber                   | Partei                     | Anzahl             | %                  | Anzahl          | %               |
| -------------------------- | -------------------------- | ------------------ | ------------------ | --------------- | --------------- |
| Wahlberechtigte            | Wahlberechtigte            | 60.162             | 100,0              | 60.162          | 100,0           |
| Wähler                     | Wähler                     | 38.824             | 64,5               | 38.824          | 64,5            |
| Ungültige Stimmen          | Ungültige Stimmen          | 653                | 1,7                | 595             | 1,5             |
| Gültige Stimmen            | Gültige Stimmen            | 38.171             | 100,0              | 38.229          | 100,0           |
| davon                      |                            |                    |                    |                 |                 |
| Heide Degen                | CDU                        | 15.963             | 41,8               | 15.248          | 39,9            |
| Armin Clauss               | SPD                        | 12.025             | 39,4               | 13.479          | 35,3            |
| ?                          | GRÜNE                      | 4.175              | 10,9               | 5.499           | 14,4            |
| ?                          | F.D.P.                     | 1.627              | 4,3                | 2.284           | 6,0             |
| ?                          | REP                        | 872                | 2,3                | 841             | 2,2             |
| –                          | Die Tierschutzpartei       | –                  | –                  | 202             | 0,5             |
| ?                          | DIE FRAUEN                 | 302                | 0,8                | 182             | 0,5             |
| –                          | PASS                       | –                  | –                  | 44              | 0,1             |
| –                          | DKP                        | –                  | –                  | 97              | 0,3             |
| ?                          | BüSo                       | 44                 | 0,1                | 18              | 0,0             |
| –                          | FWG                        | –                  | –                  | 34              | 0,1             |
| –                          | PBC                        | –                  | –                  | 42              | 0,1             |
| –                          | DHP                        | –                  | –                  | 4               | 0,0             |
| –                          | NATURGESETZ                | –                  | –                  | 35              | 0,1             |
| –                          | ödp                        | –                  | –                  | 29              | 0,1             |
| –                          | NPD                        | –                  | –                  | 53              | 0,1             |
| ?                          | BFB-Die Offensive          | 141                | 0,4                | 138             | 0,4             |
| ?                          | Chance 2000                | 22                 | 0,1                | –               | –               |

## Wahl 1995
| Gegenstand der Nachweisung | Gegenstand der Nachweisung | Wahlkreis- stimmen | Wahlkreis- stimmen | Landes- stimmen | Landes- stimmen |
| Bewerber                   | Partei                     | Anzahl             | %                  | Anzahl          | %               |
| -------------------------- | -------------------------- | ------------------ | ------------------ | --------------- | --------------- |
| Wahlberechtigte            | Wahlberechtigte            | 61.515             | 100,0              | 61.515          | 100,0           |
| Wähler                     | Wähler                     | 39.873             | 64,8               | 39.873          | 64,8            |
| Ungültige Stimmen          | Ungültige Stimmen          | 850                | 2,1                | 775             | 1,7             |
| Gültige Stimmen            | Gültige Stimmen            | 39.023             | 100,0              | 39.054          | 100,0           |
| davon                      |                            |                    |                    |                 |                 |
| Armin Clauss               | SPD                        | 14.708             | 37,7               | 12.769          | 32,7            |
| Heide Degen                | CDU                        | 15.740             | 40,3               | 14.389          | 36,8            |
| Iris Blaul                 | GRÜNE                      | 5.446              | 14,0               | 6.915           | 17,7            |
| ?                          | F.D.P.                     | 1.546              | 4,0                | 2.783           | 7,1             |
| ?                          | ÖDP                        | 211                | 0,5                | 94              | 0,2             |
| –                          | GRAUE                      | –                  | –                  | 291             | 0,7             |
| ?                          | REP                        | 1.203              | 3,1                | 1.137           | 2,9             |
| ?                          | Solidarität                | 66                 | 0,2                | 8               | 0,0             |
| –                          | APD                        | –                  | –                  | 30              | 0,2             |
| –                          | DKP                        | –                  | –                  | 100             | 0,3             |
| ?                          | NPD                        | 103                | 0,3                | 100             | 0,3             |
| –                          | DHP                        | –                  | –                  | 15              | 0,0             |
| –                          | f.NEP                      | –                  | –                  | 40              | 0,1             |
| –                          | NATURGESETZ                | –                  | –                  | 77              | 0,2             |
| –                          | BFB                        | –                  | –                  | 137             | 0,4             |
| –                          | PBC                        | –                  | –                  | 49              | 0,1             |
| –                          | STATT Partei               | –                  | –                  | 70              | 0,2             |

## Wahl 1991
| Gegenstand der Nachweisung | Gegenstand der Nachweisung | Wahlkreis- stimmen | Wahlkreis- stimmen | Landes- stimmen | Landes- stimmen |
| Bewerber                   | Partei                     | Anzahl             | %                  | Anzahl          | %               |
| -------------------------- | -------------------------- | ------------------ | ------------------ | --------------- | --------------- |
| Wahlberechtigte            | Wahlberechtigte            | 66.215             | 100,0              | 66.215          | 100,0           |
| Wähler                     | Wähler                     | 44.530             | 67,3               | 44.530          | 67,3            |
| Ungültige Stimmen          | Ungültige Stimmen          | 775                | 1,7                | 575             | 1,3             |
| Gültige Stimmen            | Gültige Stimmen            | 43.755             | 100,0              | 43.955          | 100,0           |
| davon                      |                            |                    |                    |                 |                 |
| Heide Degen                | CDU                        | 18.102             | 41,4               | 17.483          | 39,8            |
| Armin Clauss               | SPD                        | 17.481             | 40,0               | 15.648          | 35,6            |
| Iris Blaul                 | GRÜNE                      | 4.849              | 11,1               | 6.397           | 14,6            |
| ?                          | F.D.P.                     | 2.412              | 5,5                | 2.839           | 6,5             |
| –                          | REP                        | –                  | –                  | 954             | 2,2             |
| ?                          | DIE GRAUEN                 | 701                | 1,6                | 456             | 1,0             |
| ?                          | ÖDP                        | 210                | 0,5                | 116             | 0,3             |
| –                          | PBC                        | –                  | –                  | 62              | 0,1             |

## Wahl 1987
|                   | Partei            | Anzahl | %     |
| ----------------- | ----------------- | ------ | ----- |
| Wahlberechtigte   | Wahlberechtigte   | 66.933 | 100,0 |
| Wähler            | Wähler            | 51.065 | 77,8  |
| Ungültige Stimmen | Ungültige Stimmen | 512    | 1,0   |
| Gültige Stimmen   | Gültige Stimmen   | 50.553 | 100,0 |
| davon             |                   |        |       |
| Armin Clauss      | SPD               | 18.516 | 36,6  |
| Heide Degen       | CDU               | 21.040 | 41,6  |
| ?                 | F.D.P.            | 2.915  | 5,8   |
| Iris Blaul        | GRÜNE             | 7.621  | 15,1  |
| Emil Carlebach    | DKP               | 223    | 0,4   |
| ?                 | Frauenpartei      | 100    | 0,2   |
| ?                 | ÖDP               | 138    | 0,3   |

## Wahl 1983
|                     | Partei            | Anzahl | %     |
| ------------------- | ----------------- | ------ | ----- |
| Wahlberechtigte     | Wahlberechtigte   | 67.161 | 100,0 |
| Wähler              | Wähler            | 53.325 | 79,4  |
| Ungültige Stimmen   | Ungültige Stimmen | 418    | 0,8   |
| Gültige Stimmen     | Gültige Stimmen   | 52.907 | 100,0 |
| davon               |                   |        |       |
| Heide Degen         | CDU               | 19.815 | 37,5  |
| Armin Clauss        | SPD               | 23.864 | 45,1  |
| Iris Blaul          | GRÜNE             | 5.192  | 9,8   |
| Hans Jürgen Schunk  | F.D.P.            | 3.422  | 6,5   |
| Emil Carlebach      | DKP               | 302    | 0,6   |
| Burkhard Landers    | LD                | 196    | 0,4   |
| Eugen Opielka       | DS                | 67     | 0,1   |
| Helga Zepp-LaRouche | EAP               | 31     | 0,1   |
| Hans-Peter Schubert | BSA               | 18     | 0,0   |

## Bisherige Abgeordnete
Direkt gewählte Abgeordnete des Wahlkreises Frankfurt am Main II waren:
| Jahr | Direktkandidat    | Partei | Erststimmen in % |
| ---- | ----------------- | ------ | ---------------- |
| 2023 | Tanja Jost        | CDU    | 27,1             |
| 2018 | Miriam Dahlke     | GRÜNE  | 24,3             |
| 2013 | Ulrich Caspar     | CDU    | 34,9             |
| 2009 | Ulrich Caspar     | CDU    | 36,0             |
| 2008 | Gernot Grumbach   | SPD    | 38,2             |
| 2003 | Ulrich Caspar     | CDU    | 44,3             |
| 1999 | Heide Degen       | CDU    | 41,8             |
| 1995 | Heide Degen       | CDU    | 40,3             |
| 1991 | Heide Degen       | CDU    | 41,4             |
| 1987 | Heide Degen       | CDU    | 41,6             |
| 1983 | Armin Clauss      | SPD    | 45,1             |
| 1982 | Hartmut Holzapfel | SPD    | 47,7             |